# Coptera
Coptera är ett släkte av steklar som beskrevs av Thomas Say 1836. Coptera ingår i familjen hyllhornsteklar.
Släktet innehåller bara arten Coptera inaequalifrons.